# کیم میلمانز
کیم میلمانز (انگلیسی: Kim Meylemans؛ زادهٔ ۷ مارس ۱۹۹۶) ورزشکار اسکلتون اهل بلژیک است. وی پس از شروع فوتبال، از سال ۲۰۰۹ شروع به فعالیت در رشته اسکلتون کرد و در سال ۲۰۱۳ در تیم ملی آلمان پذیرفته شد. در فصل ۱۵–۲۰۱۴، او به تیم ملی بلژیک نقل مکان کرد.او تحت مربیگری فرناندو اولیوا (مربی شخصی) و مارتین رتل (مربی تیم) قرار دارد.

## نتایج قابل توجه
میلمانز در مسابقات جهانی آی بی اس اف در سال 2017 (IBSF 2017) در کنیگسی در جایگاه پنجم قرار گرفت و در مسابقات قهرمانی 2016 Igls در جایگاه ۱۴ قرار گرفت. در مسابقات قهرمانی اروپا در سال ۲۰۱۷، میلمان به مقام نهم رسید. بهترین موفقیت وی در مسابقات جام جهانی مقام ۵ در ویستلر در سال ۲۰۱۷ بود.

## تهدیدها
کیم به عنوان یک لزبین آشکارسازی کرده‌است. او می‌گوید در سال ۲۰۱۷ به خاطر همجنسگرا بودن از طرف رقبای روسی خود پیام‌های ترسناکی دریافت کرده‌است، آن‌ها او را تهدید کردند و به او گفتند: «خوب است که شما به سوچی نمی‌آیید، زیرا همجنسگرایی مانند سرطان است و شما بیمار هستید.» او اضافه کرد که اگر مسابقات در سال‌های آینده در روسیه برگزار شود به آن جا نخواهد رفت.